# Aphthona flava
Aphthona flava là một loài bọ cánh cứng trong chi Aphthona. Nó là loài bản địa của Á-Âu, và đã được du nhập vào Bắc Mỹ để khống chế loài leafy spurge.
Con trưởng thành có mày nây cà khó phân biệt ở ngoài trời với A. cyparissinae và A. nigriscutis. A. flava vẫn là loài phổ biến ở Manitoba, nhưng ít gặp ở Bắc Dakota và Minnesota.

## Hình ảnh

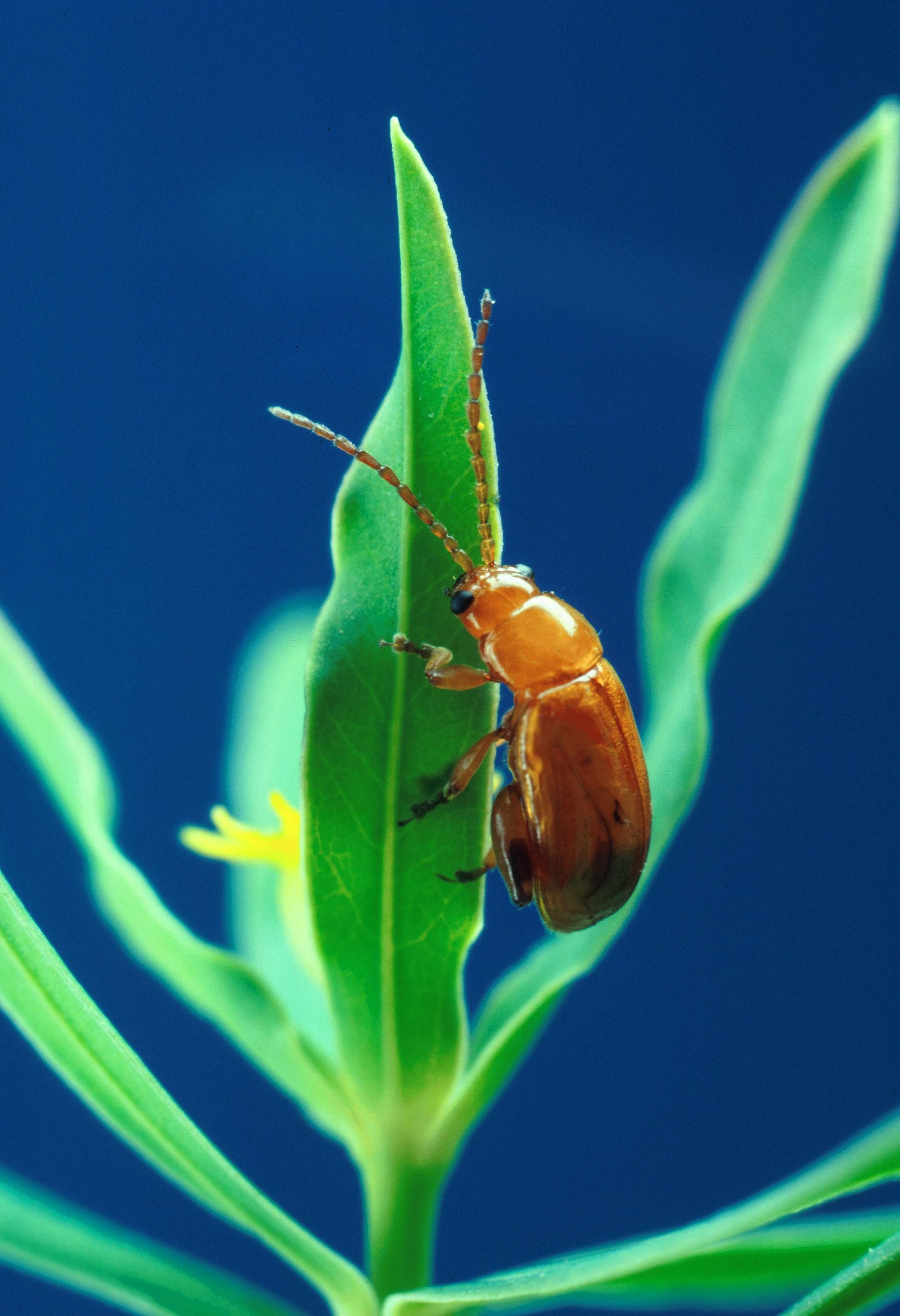